# Saint-Thibéry
Saint-Thibéry is een gemeente in het Franse departement Hérault (regio Occitanie). De plaats maakt deel uit van het arrondissement Béziers. Saint-Thibéry telde op 1 januari 2022 3.047 inwoners.

## Geografie
De oppervlakte van Saint-Thibéry bedroeg op 1 januari 2022 18,47 vierkante kilometer; de bevolkingsdichtheid was toen 165 inwoners per km².

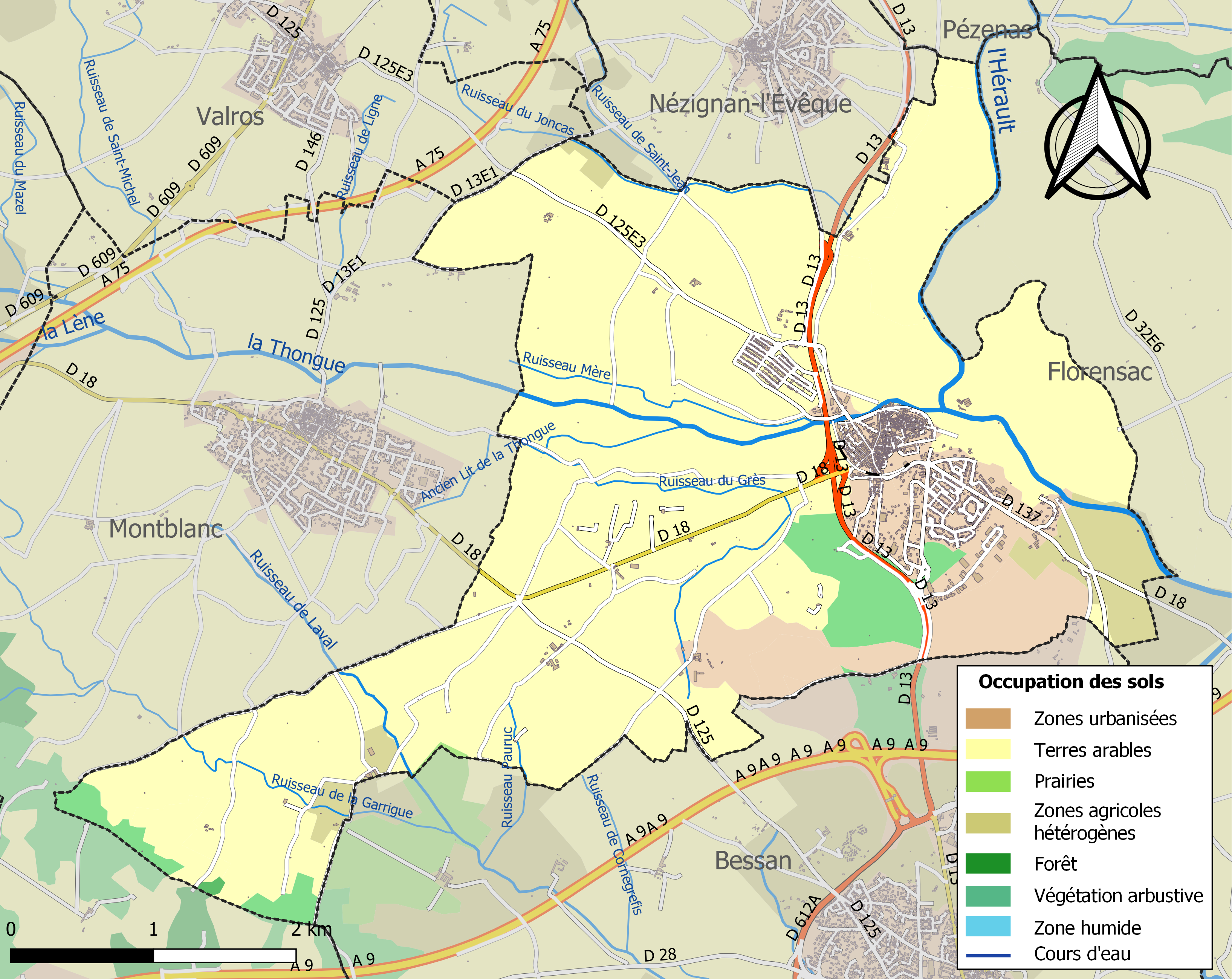
Kaart van de gemeente met belangrijkste infrastructuur, bodemgebruik en omliggende gemeenten

## Demografie
Onderstaande figuur toont het verloop van het inwonertal (bron: INSEE-tellingen).